# قوچ‌کندی (پلدشت)
قوچ‌کندی، روستایی است از توابع بخش پلدشت و در شهرستان ماکو استان آذربایجان غربی ایران.

## جمعیت
این روستا در دهستان گچلرات غربی قرار داشته و بر اساس سرشماری سال ۱۳۸۵ جمعیت آن ۱۰۸۶نفر (۲۱۹ خانوار) 
بوده است.